# Francisco Caja
Francisco Caja López (Arnedo, La Rioja, 6 de enero de 1949) es un filósofo y erudito. Ha sido profesor titular hasta el 2019 en el Departamento de Historia de la Filosofía, Estética y Filosofía de la Cultura de la Universidad de Barcelona. Su conocimiento de los idiomas (Catalán, Inglés, Francés, Alemán, Italiano), del psicoanálisis (se formó con Oscar Masotta), del derecho, de la historia, la filosofía, la técnica, la estética y la teología política lo convierten en una de las voces más críticas del panorama español.[cita requerida]
Desde 2001 es asimismo presidente de Convivencia Cívica de Cataluña (CCC), una de las asociaciones civiles más activas en denunciar al nacionalismo catalán en esta región española. Francisco Caja no ha dejado mucha obra escrita ni publicada, entre ésta encontramos: Fotografía y Modernidad (1991), El mundo ensombrecido (1995), Rostros y Máscaras (2005) y La raza catalana (2009), y sus diversas traducciones como por ejemplo "Lacan pasador de Marx" donde colaboró con la psicoanalista Rithée Cevasco.
Aunque su formación se inició en el campo del derecho, posteriormente impartió clases en la universidad de bellas artes, para acabar como profesor titular en la facultad de filosofía de la UB. También ha dirigido un seminario de estética en la Universidad de Barcelona dedicado a Walter Benjamin.
Sus reflexiones materialistas sobre la estética muestran una comprensión profunda de la historia de la filosofía, y de la filosofía de la historia (habiendo trabajado durante años temas como la fotografía, la secularización, o los nacionalismos como religión).   
En una entrevista nos dice él mismo que "Fue procesado por el Tribunal de Orden Público cuando era un estudiante, un mocoso, y no sabía nada de la vida. Pero creí que era necesario rebelarse contra el franquismo y eso me costó unos cuantos meses de cárcel. Y ahora es la misma lucha, la lucha por las libertades de los ciudadanos".

## Obras
- Fotografía y Modernidad (1991)
- El mundo ensombrecido (1995)
- Rostros y Máscaras (2005)[2]
- La raza catalana (2009)[3]
- La raza catalana (segunda parte) (2013)[4]